# 桃割れ
桃割れ（ももわれ）は、江戸時代後期から昭和にかけて町人の娘に流行した女髷。

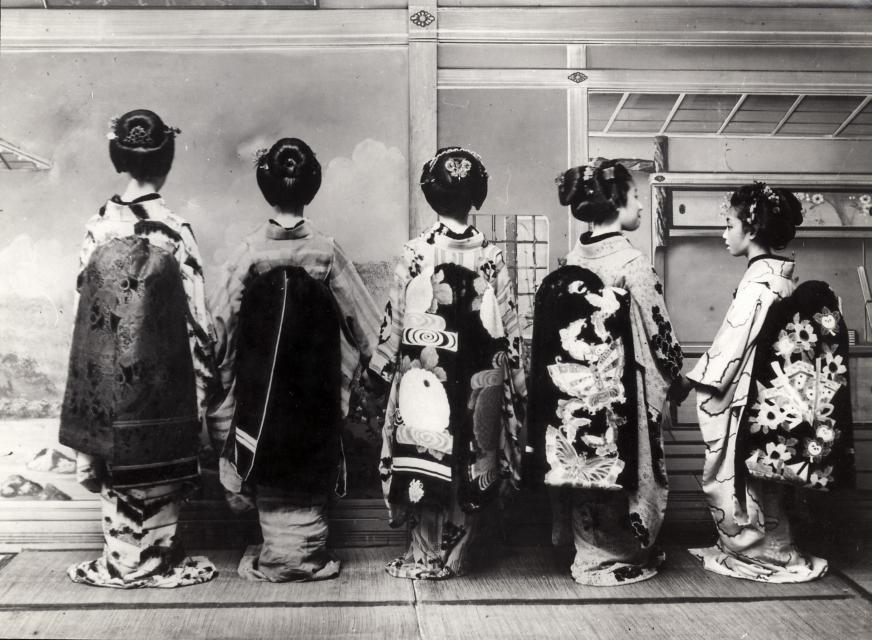
「Geisha's in traditionele kleding. Japan, 1931」ハーグ国立文書館所蔵

七五三や、成人式など記念行事で結われている。

## 概要
銀杏返しの派生の一つで、前髪を高くふっくらと上げると同時に、鬢は「前出し」といって顔側に心持膨らませて結う。
つとは出さないで引きつめるが、髷は左右分けてふっくらとした輪を作って元結を根元に巻き∞のようにして仕上げ、∞の真ん中に丈長や鹿の子を結んで飾る。
左右の輪の上部のみくっついて下部が割れて手絡が見える様子が桃の実に似ることからこの名があり、当時唐人髷とともに十代前半～後半の少女に多く結われた。
時代劇などで町娘といえば大抵このかつらをかぶって出てくるため、少女の髷としては最も知名度が高い。